# ۲۴۳ (قمری)
۲۴۳ (قمری)، دویست و چهل و سومین سال در گاهشماری هجری قمری است. اول محرم این سال برابر با چهارم مه سال ۸۵۷ میلادی است.